# Präsidentenwahl in der Republik China (Taiwan) 2000

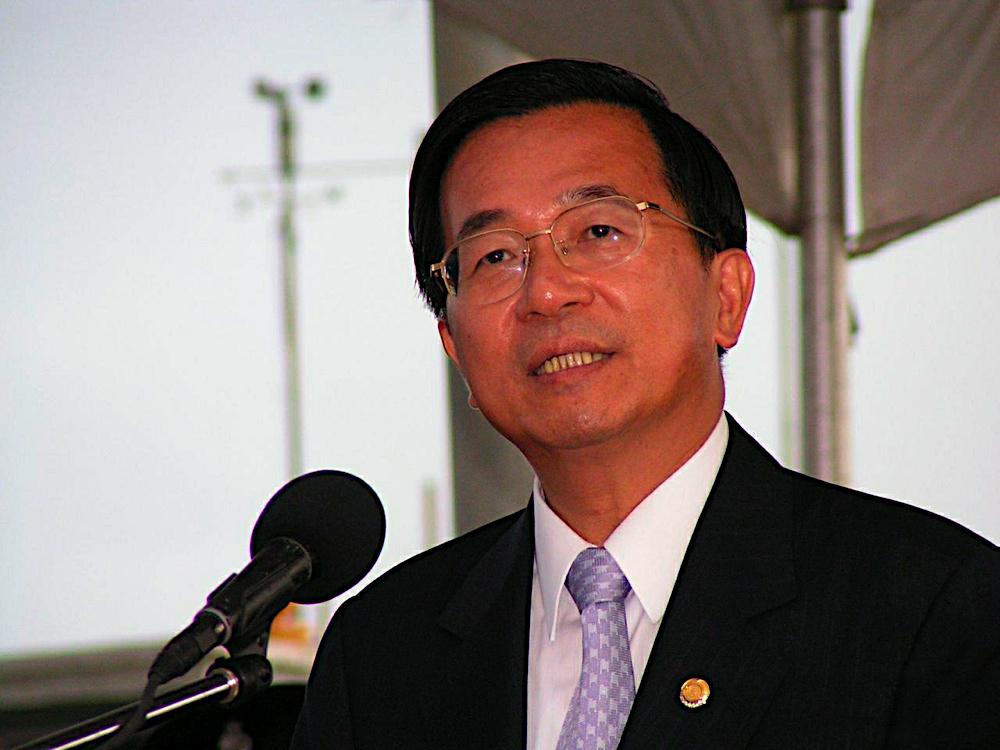
Der Wahlsieger Chen Shui-bian (2005)

Die Präsidentenwahl in der Republik China 2000 fand am 18. März 2000 statt. Es war die zweite Direktwahl eines Präsidenten und die zehnte Präsidentenwahl seit 1947. Überraschenderweise gewann der Kandidat der Demokratischen Fortschrittspartei (DPP) Chen Shui-bian zusammen mit seiner Vizepräsidenten-Kandidatin Annette Lu die Wahl. Dies bedeutete das Ende der 50 Jahre währenden Herrschaft der Kuomintang (KMT) in der Republik China.

## Im Vorfeld der Wahl
Im Vorfeld der Wahl gab es in den Reihen der Kuomintang mehrere Bewerber für die Kandidatur, zum einen den amtierenden Vizepräsidenten Lien Chan, außerdem den amtierenden Premierminister Vincent Siew und den Gouverneur der Provinz Taiwan, James Soong. Obwohl der als volkstümlich geltende Soong in den Meinungsumfragen deutlich vor seinen Mitbewerbern rangierte, verfehlte er die Nominierung auf dem KMT-Parteitag und stattdessen wurde der eher  distanziert-abgehoben auftretende amtierende Vizepräsident Lien Chan als Kandidat aufgestellt. Dieser wählte sich Vincent Siew zum Kandidaten für die Vizepräsidentschaft. Daraufhin kündigte Soong an, als unabhängiger Kandidat bei der Wahl antreten zu wollen. Er wurde infolgedessen im November zusammen mit 21 erklärten Unterstützern seiner Kandidatur aus der Kuomintang ausgeschlossen. Soong wählte sich Chang Chau-hsiung als Vizepräsidenten-Kandidaten. Sowohl Lien Chan als auch James Soong wurden nicht in Taiwan, sondern in Festland-China geboren und wählten sich daher aus Proporz- und wahltaktischen Gründen Vizepräsidenten-Kandidaten, die von der Insel Taiwan stammten.
Spitzenkandidat der Demokratischen Volkspartei (DPP) war der frühere Bürgermeister von Taipeh, Chen Shui-bian, der sich Annette Lu, Abgeordnete aus dem Landkreis Taoyuan zur Vizepräsidenten-Kandidatin wählte. Beim Wahlkampf zur Präsidentenwahl 1996 hatte die DPP noch einen radikalen Unabhängigkeitskurs verfolgt und war dann der KMT erdrutschartig unterlegen. Das Programm der DPP wurde daraufhin in dieser Hinsicht wesentlich moderater gestaltet und die Forderung nach einer expliziten Unabhängigkeitserklärung von China an die Abhaltung eines positiven Referendums geknüpft. Der frühere DPP-Vorsitzende Hsu Hsin-liang trat nach seiner Nicht-Nominierung als unabhängiger Kandidat an. Zusammen mit der Vizepräsidentschafts-Kandidatin Josephine Chu trat er im Wahlkampf für die Wiedervereinigung mit der Volksrepublik China unter der Parole Ein Land, zwei Systeme ein.
Kurz vor der Wahl versuchten Politiker der Volksrepublik China den Wahlausgang in ihrem Sinne zu beeinflussen, indem sie Warnungen und Drohungen für den Fall eines Unabhängigkeitsreferendums aussprachen. Ein Haupt-Wahlkampfthema der DPP war der Kampf gegen die Korruption. Daher war es Wasser auf die Mühlen der DPP-Wahlkampfstrategen, als James Soong in die öffentliche Kritik geriet, weil er angeblich Millionen von öffentlichen Geldern veruntreut hatte. Eine gewisse Wirkung hatte es auch, als sich der sehr angesehene Präsident der Academia Sinica und Nobelpreisträger für Chemie Yuan T. Lee öffentlich für Chen Shui-bian aussprach.

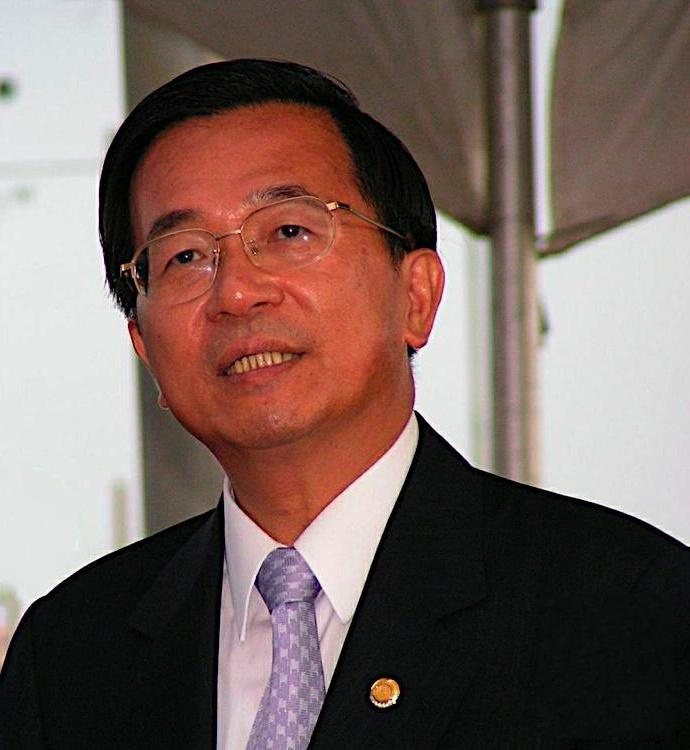
Chen Shui-bian Kandidat der DPP für das Präsidentenamt
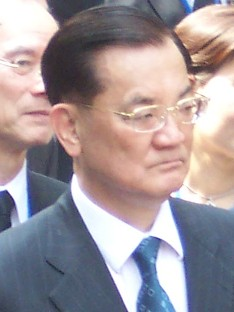
Lien Chan Kandidat der KMT für das Präsidentenamt
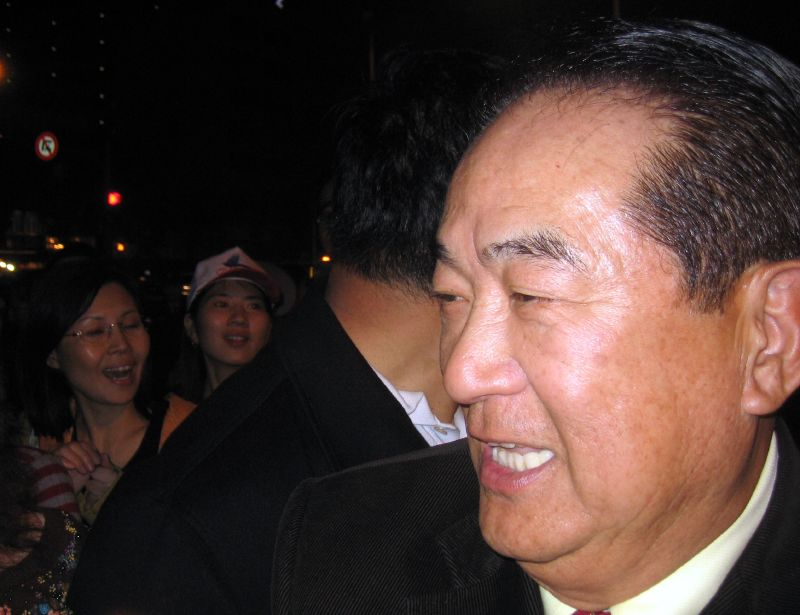
James Soong Einzelkandidat für das Präsidentenamt

## Ergebnisse

### Landesweite Ergebnisse

Grafische Darstellung der Mehrheitsverhältnisse

Die Wahlbeteiligung betrug 82,69 %, 122.278 Stimmen wurden als ungültig gewertet.
| Kandidaten (Präsident und Vize) | Kandidaten (Präsident und Vize)                  | Partei      | Wahlbezirke | Stimmen    | Prozent |
| ------------------------------- | ------------------------------------------------ | ----------- | ----------- | ---------- | ------- |
|                                 | Chen Shui-bian (陳水扁), Annette Lu (呂秀蓮)     | DPP         | 10          | 4.977.737  | 39,3 %  |
|                                 | James Soong (宋楚瑜), Chang Chau-hsiung (張昭雄) | Unabhängige | 15          | 4.664.932  | 36,8 %  |
|                                 | Lien Chan (連戰), Vincent Siew (蕭萬長)          | Kuomintang  | 0           | 2.925.513  | 23,1 %  |
|                                 | Weitere Kandidaten                               | Unabhängige | 0           | 96.211     | 0,8 %   |
| Gesamt                          | Gesamt                                           | Gesamt      | 25          | 12.786.671 | 100,0 % |

### Ergebnisse nach Wahlbezirken
Die folgende Tabelle zeigt die Ergebnisse in den 18 Landkreisen und sieben kreisfreien bzw. regierungsunmittelbaren Städten. Die Stimmen- und Prozentzahl des Gewinners ist jeweils rot markiert.
| Wahlbezirk          | Soong • Chang | Soong • Chang | Lien • Siew | Lien • Siew | Sonstige | Sonstige | Chen • Lu | Chen • Lu |
| Wahlbezirk          | Stimmen       | %             | Stimmen     | %           | Stimmen  | %        | Stimmen   | %         |
| ------------------- | ------------- | ------------- | ----------- | ----------- | -------- | -------- | --------- | --------- |
| Taipeh Stadt        | 631.538       | 39,79 %       | 347.564     | 21,90 %     | 10.599   | 0,37 %   | 597.465   | 37,64 %   |
| Landkreis Taipeh    | 812.821       | 40,26 %       | 451.707     | 22,37 %     | 13.025   | 0,65 %   | 741.659   | 36,73 %   |
| Keelung Stadt       | 106.032       | 47,01 %       | 48.545      | 21,52 %     | 1.411    | 0,62 %   | 69.555    | 30,84 %   |
| Landkreis Yilan     | 86.549        | 33,05 %       | 51.082      | 19,51 %     | 1086     | 0,41 %   | 123.157   | 47,30 %   |
| Landkreis Taoyuan   | 413.370       | 43,83 %       | 208.881     | 22,15 %     | 21.721   | 2,3 %    | 299.120   | 31,72 %   |
| Landkreis Hsinchu   | 128.231       | 51,58 %       | 51.442      | 20,69 %     | 7.402    | 2,97 %   | 61.533    | 24,25 %   |
| Hsinchu Stadt       | 88.412        | 42,83 %       | 46.234      | 22,40 %     | 2.038    | 0,99 %   | 69.760    | 33,97 %   |
| Landkreis Miaoli    | 160.533       | 49,54 %       | 71.798      | 22,20 %     | 4.330    | 1,34 %   | 86.707    | 26,81 %   |
| Landkreis Taichung  | 318.499       | 38,10 %       | 206.832     | 24,74 %     | 5.480    | 0,65 %   | 305.219   | 36,51 %   |
| Taichung Stadt      | 217.486       | 41,37 %       | 111.391     | 21,19 %     | 3.079    | 0,59 %   | 193.796   | 35,86 %   |
| Landkreis Changhua  | 251.310       | 33,71 %       | 191.685     | 25,71 %     | 3.881    | 0,52 %   | 298.571   | 40,05 %   |
| Landkreis Nantou    | 144.863       | 46,94 %       | 56.025      | 18,15 %     | 1.309    | 0,43 %   | 106.440   | 34,49 %   |
| Landkreis Yunlin    | 114.188       | 27,70 %       | 102.177     | 24,78 %     | 2.205    | 0,54 %   | 193.715   | 45,99 %   |
| Landkreis Chiayi    | 85.890        | 26,98 %       | 73.409      | 23,06 %     | 1.481    | 0,47 %   | 157.512   | 49,94 %   |
| Chiayi Stadt        | 43.773        | 29,34 %       | 34.670      | 23,24 %     | 617      | 0,43 %   | 70.124    | 47,01 %   |
| Landkreis Tainan    | 136.217       | 21,10 %       | 159.443     | 24,70 %     | 2.746    | 0,43 %   | 347.210   | 53,78 %   |
| Tainan Stadt        | 114.299       | 27,53 %       | 107.679     | 25,93 %     | 1.988    | 0,44 %   | 191.261   | 45,06 %   |
| Kaohsiung Stadt     | 259.023       | 29,78 %       | 208.544     | 23,97 %     | 3.980    | 0,46 %   | 398.381   | 45,79 %   |
| Landkreis Kaohsiung | 206.616       | 28,43 %       | 174.021     | 23,95 %     | 3.502    | 0,48 %   | 342.553   | 47,14 %   |
| Landkreis Pingtung  | 131.371       | 25,48 %       | 142.934     | 27,73 %     | 2.631    | 0,51 %   | 238.572   | 45,28 %   |
| Landkreis Hualien   | 109.962       | 58,81 %       | 36.042      | 19,28 %     | 930      | 0,49 %   | 40.044    | 21,24 %   |
| Landkreis Taitung   | 63.913        | 52,78 %       | 28.659      | 23,66 %     | 430      | 0,35 %   | 28.102    | 23,20 %   |
| Landkreis Penghu    | 17.723        | 39,55 %       | 10.418      | 23,25 %     | 183      | 0,41 %   | 16.487    | 36,79 %   |
| Kinmen              | 19.991        | 81,81 %       | 3.543       | 14,50 %     | 142      | 0,58 %   | 759       | 3,11 %    |
| Matsu-Inseln        | 2.362         | 73,31 %       | 787         | 24,43 %     | 15       | 0,47 %   | 58        | 1,80 %    |

### Wahlkarten

Wahlkreismehrheiten bei der Wahl Relative oder absolute Mehrheit für James Soong/Chang Chau-hsiung Relative oder absolute Mehrheit für Chen Shui-bien/Annette Lu
Mehrheiten nach Stadt- und Landgemeinden

## Nach der Wahl
Das Wahlergebnis war für viele eine Überraschung. Die meisten Wahlbeobachter hatten mit einem Sieg des populären James Soong gerechnet, jedoch hatte offensichtlich dessen kurz vor der Wahl publik gewordener Finanzskandal ihn viele Stimmen gekostet. Auch die unverhohlenen Drohungen festlandchinesischer Politiker hatten eher das Gegenteil bewirkt und Wähler in die Arme der Unabhängigkeits-Befürworter getrieben. Nach der Wahl kam es zu Protesten von KMT-Anhängern. Unter KMT-Anhängern war die Vermutung weitverbreitet, dass der frühere KMT-Vorsitzende Lee Teng-hui insgeheim die Kandidatur Chen Shui-biens unterstützt und damit zum Misserfolg beigetragen habe. Lee wurde von KMT-Anhängern attackiert, in seinem Büro belagert und trat schließlich am 24. März 2000 vom Amt des KMT-Parteivorsitzenden zurück. Im Dezember 2000 folgte sein Parteiausschluss. Daraufhin gründete Lee Teng-hui eine eigene Partei, die Taiwanische Solidaritätsunion (TSU, chinesisch 臺灣團結聯盟, Pinyin Táiwān Tuánjié Liánméng, englisch Taiwan Solidarity Union), die entgegen der KMT-Linie für eine radikale Unabhängigkeit Taiwans von China eintritt. Seine Gegner in der KMT sahen sich bei dieser Entwicklung in ihrem Verdacht der Illoyalität bestätigt. Auch James Soong gründete nach der Wahl eine neue Partei, die Qinmindang (chinesisch 親民黨, englisch People First Party, „Volksnahe Partei“), die in ihrer politischen Programmatik jedoch stark der Kuomintang ähnelte.